# Chennevières-lès-Louvres
 Chennevières-lès-Louvres  es una población y comuna francesa, en la región de Isla de Francia, departamento de Valle del Oise, en el distrito de Sarcelles y cantón de Gonesse.

## Demografía
| 172 | 176 | 170 | 156 | 197 | 218 |
| Para los censos de 1962 a 1999 la población legal corresponde a la población sin duplicidades (Fuente: INSEE [Consultar]) |     |     |     |     |     |